# الملا نقيب
الملا نقيب علي الكوزاي، الذي يُطلق عليه أحيانًا اسم نقيب الله (1950م - 11 أكتوبر 2007م)، كان قائدًا وسياسيًا للمجاهدين الأفغان من منطقة قندهار في جنوب أفغانستان. كان زعيم قبيلة اليكوزاي البشتون.

## قائد المجاهدين
اكتسب الملا النقيب الاحترام كقائد عسكري خلال الحرب السوفيتية الأفغانية، عندما حارب القوات الشيوعية السوفيتية والأفغانية. في عام 1984، انضم إلى حزب الجمعية الإسلامية بزعامة برهان الدين رباني. غالبًا ما كان يُنظر إلى الجماعة على أنها دائرة انتخابية مقتصرة على المجتمع الطاجيكي، لذلك كان رباني حريصًا بشكل خاص على تنمية علاقاته مع عدد قليل من قادة البشتون المستعدين للانضمام إليه، مثل الملا النقيب.

قامت قوات النقيب ببناء قاعدة محصنة في منطقة أرغنداب، حاولت القوات الحكومية تدميرها مرارًا وتكرارًا، ولكن دون جدوى. في يونيو 1987، هاجمت قوة كبيرة من القوات الحكومية، بقيادة الدبابات وبدعم من المدفعية السوفيتية، أرغنداب. بعد أسبوع من القتال العنيف في "المنطقة الخضراء"، المنطقة الزراعية الكثيفة على طول وادي أرغنداب، اقتربت القوة من المجاهدين الرئيسيين في جهارقلبة. فزعجهم من عدم قدرتهم على وقف تقدم الدروع، اقترح بعض قادة المجاهدين على النقيب أن ينسحبوا. وصف أحد القادة المقابلة:
أخيرًا، ذهبنا نحن القادة المجاهدين إلى النقيب وقلنا إننا أقل عددًا ويجب أن نغادر القاعدة. قال النقيب إن هذه هي معركتهم الأخيرة وسيحسم التنافس بينهم وبيننا. [...] أجبنا أن قذائف الآر بي جي لا تعمل ضد الدبابات المكسوة بالرمال. أخذ النقيب قذيفة آر بي جي وخرج إلى المواقع الأمامية لقتل دبابة. أوقفناه نحن القادة ووعدنا بالقتال حتى النهاية. 
في نهاية المطاف، انسحبت القوات الحكومية، بعد أن عانت من خسائر فادحة.
ويقال أيضًا إن الملا نقيب أسقط شخصيًا ثلاث طائرات من طراز Mi-24 باستخدام صواريخ ستينغر التي قدمتها وكالة المخابرات المركزية. أعطاه سجله العسكري مكانة بطولية بين السكان المحليين.
باعترافه الملا نقيب أعدم ما لا يقل عن ثلاثين من المشتبه بهم من الخونة أو الأسرى من جنود العدو.

## مهنة لاحقة
بعد انهيار النظام الشيوعي عام 1992، سيطر المجاهدون على قندهار. كان غول آغا شيرزاي الحاكم اسميًا لكنه كان يفتقر إلى السلطة، حيث سعت كل مجموعة إلى تقسيم نفسها إلى إقليم للسيطرة عليه. كان الملا النقيب القائد الأقوى في المدينة، وتحول العديد من مرؤوسيه إلى الضرائب والسرقة غير القانونية، من أجل كسب الدخل. ظل الوضع هادئًا حتى عام 1993، عندما اندلعت اشتباكات متفرقة بين الفصائل المختلفة.
مهدت حالة الفوضى في قندهار الطريق لصعود حركة طالبان. في 3 نوفمبر 1994، لم يقاوم الملا النقيب ورجاله البالغ عددهم 2500، تقدم طالبان، مما سمح لهم بالاستيلاء على المدينة، وفي المقابل، سُمح له بالتقاعد بأمان في معقله في أرغنداب.  أدى ذلك إلى شكوك واسعة النطاق بأنه تلقى رشوة، ولكن هناك أيضًا أدلة على أنه كان يتصرف بموجب أوامر من رباني، رئيس كابول.

## دوره في أفغانستان ما بعد طالبان
عاد الملا نقيب إلى الظهور عندما بدأ نظام طالبان في الانهيار بعد الغزو الأمريكي لأفغانستان عام 2001.  تمكن من التوسط في صفقة بين حامد كرزاي وزعيم طالبان الملا عمر، تسمح باستسلام 3000 مقاتل في قندهار. ومع ذلك، عادت منافسته مع غول آغا شيرزاي إلى الظهور أيضًا، واشتبكت قواتهم، حيث استولى رجال شيرزاي على عدة مواقع رئيسية، بدعم من الضربات الجوية الأمريكية. ونزع كرزاي لاحقًا فتيل الموقف، من خلال التوسط في اتفاق لتقاسم السلطة، حيث أصبح شيرزاي حاكمًا، ونُسب منصب نائب الحاكم إلى النقيب، الذي سلمه إلى صهره. يشتبه الأمريكيون وحلفاؤهم الأفغان في أن النقيب ساعد الملا عمر على الهروب من قندهار قبل وصولهم. على الرغم من أن عمر قد سلم قندهار إلى النقيب، إلا أنه في الليلة التي سبقت استسلام عمر، اختفى هو وغيره من كبار قادة طالبان. وينفي النقيب علمه بكيفية هروب عمر.
بعد تقاعده مرة أخرى في منطقته القبلية في أرغنداب، أصبح الملا النقيب رصيدًا قويًا للحكومة في صراعها ضد طالبان. منعتهم ميليشياته القبلية من اكتساب نفوذ في منطقة أرغنداب، التي تعتبر حاسمة للدفاع عن قندهار. وهكذا أصبح هدفًا رئيسيًا لقتلة طالبان، الذين استهدفوه بهجوم تفجيري في أوائل مارس 2007، مما أدى إلى إصابته بجروح بالغة. بعد تلقي العلاج لعدة أشهر في الهند، عاد النقيب إلى أفغانستان ليشهد تدهور الوضع الأمني. حذر من هجوم وشيك لطالبان، ونصح بعدم الانسحاب المخطط لقوات إيساف الكندية من مقاطعة قندهار، المقرر إجراؤه في عام 2009.
توفي النقيب بنوبة قلبية في 11 أكتوبر / تشرين الأول 2007. وحضر جنازته آلاف الأشخاص، بمن فيهم الرئيس حامد كرزاي. وشكلت وفاته ضربة قاسية للتحالف الذي تقوده الولايات المتحدة وللحكومة الأفغانية، الأمر الذي جعل منطقة أرغنداب مفتوحة للهجوم من قبل طالبان.